# 安妮·弥尔顿
安妮·弗朗西斯·弥尔顿（英語：Anne Frances Milton，娘家姓特纳；1955年11月3日—）是一位英国政治人物，原是保守党党员，从政前是一位护士。曾任卫生部政务次官、政府党鞭、政府副党鞭长、教育部副大臣、女性和平权办公室副大臣等职。亦曾在反对党担任过影子文化副大臣、影子卫生副大臣。2019年9月因議會表決時不支持同黨首相鮑里斯·強森的脫歐提案，因而被開除黨籍，之後她宣佈不尋求連任英国下议院吉尔福德选区议员。

## 个人生
1979年她与尼尔·弥尔顿在家乡海沃茲希思结婚，现已离异。2000年2月与现任夫婿格雷厄姆·亨德森医生在萨里结婚，亨德森与她一样服务于国民卫生署（NHS），在吉尔福德的皇家萨里郡医院NHS信托基金任急诊医生（临床研究员）。她育有4名子女，其中一子生于1987年7月一女生于1993年8月。